# Lisandro Martínez
Lisandro Martínez (ur. 18 stycznia 1998 w Gualeguay) – argentyński piłkarz, występujący na pozycji obrońcy w angielskim klubie Manchester United oraz w reprezentacji Argentyny. Mistrz Świata z 2022 roku. Złoty medalista Copa América 2021 i 2024.

## Kariera klubowa
Wychowanek Newell’s Old Boys, w trakcie swojej kariery grał też w Defensa y Justicia i Ajaxie.
17 lipca 2022 Manchester United ogłosił, że doszedł do porozumienia z Ajaxem w sprawie transferu Martíneza. 27 lipca 2022 Martínez podpisał z klubem pięcioletni kontrakt z opcją przedłużenia o kolejny rok. W Manchesterze United zadebiutował 7 sierpnia 2022 roku w przegranym 1:2 meczu przeciwko Brighton & Hove Albion, rozgrywając całe spotkanie. Pierwszą bramkę dla klubu strzelił 22 stycznia 2023 roku w przegranym 3:2 meczu z Arsenalem.

## Kariera reprezentacyjna
W seniorskiej drużynie reprezentacji Argentyny zadebiutował w przegranym 1:3 meczu przeciwko reprezentacji Wenezueli, zostając zmienionym w 45. minucie spotkania przez Matíasa Suáreza.

## Statystyki

### Klubowe
(aktualne na 12 sierpnia 2025)
| Klub                      | Sezon              | Liga               | Liga | Liga | Puchar kraju | Puchar kraju | Puchar ligi | Puchar ligi | Kontynentalne | Kontynentalne | Inne | Inne | Suma | Suma |
| Klub                      | Sezon              | Liga               | M    | B    | M            | B            | M           | B           | M             | B             | M    | B    | M    | B    |
| ------------------------- | ------------------ | ------------------ | ---- | ---- | ------------ | ------------ | ----------- | ----------- | ------------- | ------------- | ---- | ---- | ---- | ---- |
| Newell’s Old Boys         | 2016/17            | Primera División   | 1    | 0    | 0            | 0            | –           | –           | –             | –             | –    | –    | 1    | 0    |
| Defensa y Justicia (wyp.) | 2017/18            | Primera División   | 21   | 1    | 1            | 0            | –           | –           | 2             | 0             | –    | –    | 24   | 1    |
| Defensa y Justicia        | 2018/19            | Primera División   | 25   | 2    | 0            | 0            | 2           | 0           | 7             | 0             | –    | –    | 34   | 2    |
| Ajax                      | 2019/20            | Eredivisie         | 24   | 2    | 4            | 0            | –           | –           | 12            | 0             | 1    | 0    | 41   | 2    |
| Ajax                      | 2020/21            | Eredivisie         | 26   | 3    | 5            | 0            | –           | –           | 11            | 0             | 0    | 0    | 42   | 3    |
| Ajax                      | 2021/22            | Eredivisie         | 24   | 1    | 4            | 0            | –           | –           | 8             | 0             | 1    | 0    | 37   | 1    |
| Manchester United         | 2022/23            | Premier League     | 27   | 1    | 3            | 0            | 5           | 0           | 10            | 0             | –    | –    | 45   | 1    |
| Manchester United         | 2023/24            | Premier League     | 11   | 0    | 2            | 0            | 0           | 0           | 1             | 0             | –    | –    | 14   | 0    |
| Manchester United         | 2024/25            | Premier League     | 20   | 2    | 1            | 0            | 2           | 0           | 8             | 0             | 1    | 0    | 32   | 2    |
| Manchester United         | 2025/26            | Premier League     | 0    | 0    | 0            | 0            | 0           | 0           | –             | –             | –    | –    | 0    | 0    |
| Ogólnie w karierze        | Ogólnie w karierze | Ogólnie w karierze | 179  | 12   | 20           | 0            | 9           | 0           | 59            | 0             | 3    | 0    | 270  | 12   |

## Sukcesy
Ajax
Mistrzostwo Holandii: 2020/21, 2021/22
Puchar Holandii: 2020/2021
Superpuchar Holandii: 2019
Manchester United
Puchar Anglii: 2023/2024
Puchar Ligi: 2022/2023
Argentyna
Mistrzostwa świata: 2022
Copa América: 2021, 2024